# Male Braslovče
Male Braslovče (Duits: Ruhetal) is een plaats in Slovenië en maakt deel uit van de gemeente Braslovče in de NUTS-3-regio Savinjska. De plaats telde 266 inwoners op 1 januari 2020.